# Between the Buried and Me
Between the Buried and Me (auch bekannt unter dem Kürzel BTBAM) ist eine US-amerikanische Band aus Charlotte und Winston-Salem. Das Quintett spielt eine Mischung aus Progressive Metal, Mathcore und Metalcore. Die Idee zum Bandnamen stammte von dem Song Ghost Train der Band Counting Crows.

## Bandname
Der Bandname ist abgeleitet von einem Teil des Textes im Counting-Crows-Song Ghost Train:

“Took the cannonball down to the ocean

Across the desert from the sea to shining sea

I rode a ladder that climbed across the nation

Fifty million feet of earth between the buried and me”

## Bandgeschichte
Nachdem sich die Band Prayer for Cleansing von Tommy Rogers und Paul Waggoner aufgelöst hatte, beschlossen die beiden sich auf die Suche nach neuen Mitgliedern für eine neue Band zu machen. Im Herbst 2000 trafen sie auf Bassist Jason King und Gitarrist Nick Fletcher mit denen sie die Band Between the Buried and Me gründeten. Im April 2002 veröffentlichten sie anschließend ihr mit dem Bandnamen betiteltes Debütalbum Between the Buried and Me unter dem deutschen Indie-Label Lifeforce Records, auf dem sich auch die Neuaufnahmen ihrer ersten drei Demolieder befanden.
Nachdem das aus Chicago stammende Plattenlabel Victory Records auf die Band aufmerksam wurde, veröffentlichte die Band 2003 ihr zweites Album The Silent Circus. Anschließend koppelten sie von diesem den Song Mordecai aus und veröffentlichten diesen als Single, zu dem sie auch ein Musikvideo drehten. Es folgte eine Tour zusammen mit Converge und Bleeding Through. Kurz darauf verließen die drei Gründungsmitglieder Nick Fletcher, Jason King und Will Goodyear die Band, welche daraufhin kurzzeitig ersetzt wurden. Im September 2004 fand die Band mit Dustie Waring und seinem ehemaligen Bandkollegen von Glass Casket Blake Richardson ein festes Line-Up. Anfang 2005 kam zudem Bassist Dan Briggs hinzu, so dass die Band wieder komplett war.

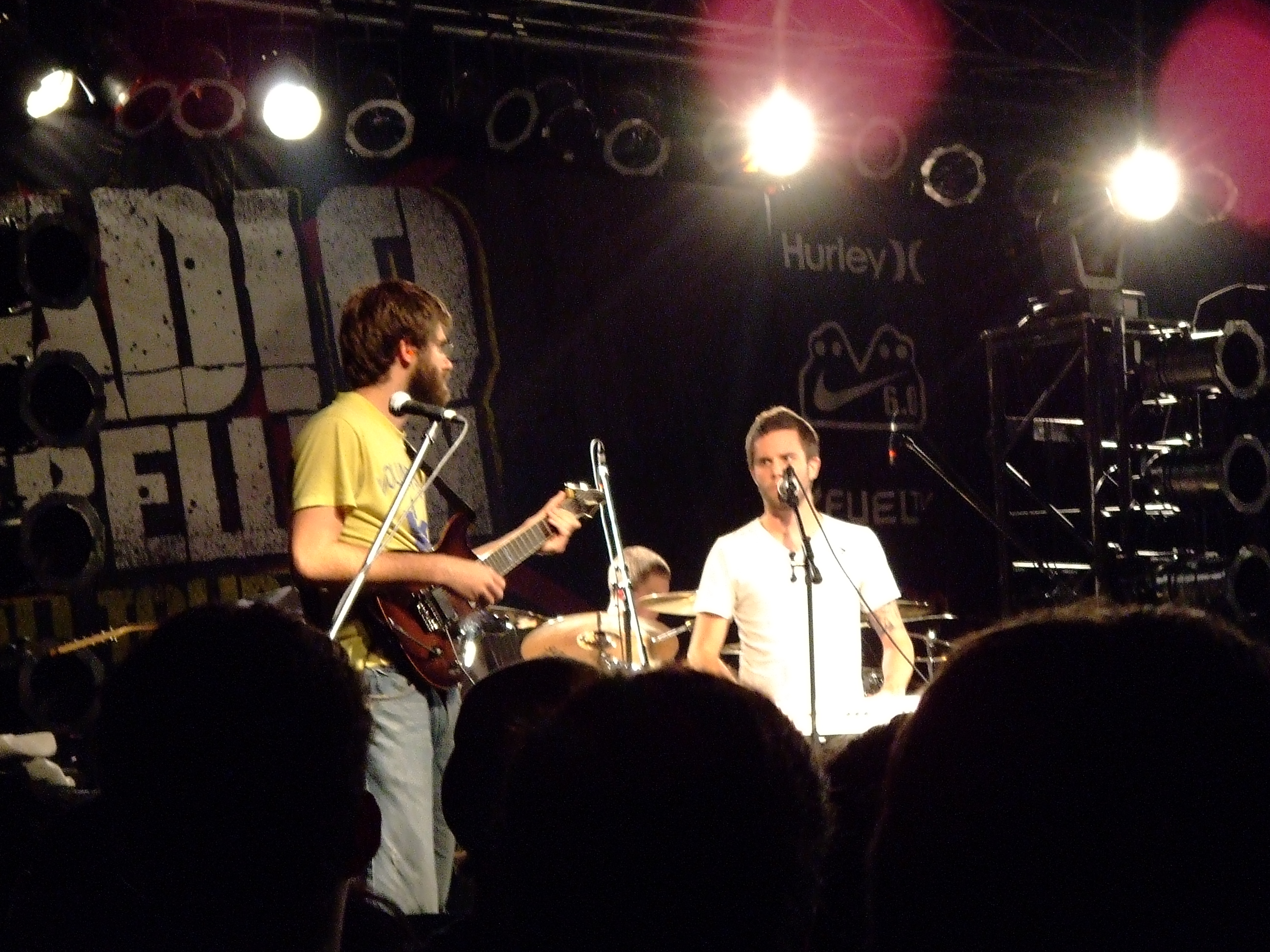
Tommy Rogers und Paul Waggoner

Im September 2005 erschien mit Alaska das dritte Album der Band, auf dem erstmals das neue Line-Up zu hören war. Zudem gelang es ihnen mit dem Album mit Platz #121 erstmals eine Chartplatzierung zu erreichen. Es folgten anschließend ausgiebige Touren mit Dillinger Escape Plan, Every Time I Die, Bleeding Through und Haste the Day, bis die Band 2006 mit The Anatomy Of ein Tribut-Album veröffentlichte. Auf dem Album befanden sich insgesamt 14 Cover-Songs unterschiedlicher Bands, wie Metallica, Pink Floyd und Pantera, die die Band zu ihren Vorbildern zählte.
Anfang September 2007 erschien Colors, das bis dahin vierte Studioalbum, welches bei ultimate-guitar.com anschließend zum besten Album des Jahres 2007 gewählt wurde. Es folgte ein Jahr später das erste Livealbum auf DVD unter dem Namen Colors:Live. Im November 2009 veröffentlichte die Band das Album The Great Misdirect mit dem die Band mit Platz #36, die bis heute höchste Chartplatzierung in der Bandgeschichte erreichte. 2010 war die Band mit Bands wie Underoath, blessthefall oder As I Lay Dying auf Tour.
Im April 2011 erschien The Parallax: Hypersleep Dialogues, eine etwa halbstündige EP mit drei Titeln, als Vorgeschmack auf das im Oktober 2012 erschienene Album The Parallax II: Future Sequence.
Leadsänger Tommy Rogers brachte am 1. Februar 2011 ein Soloalbum unter dem Pseudonym „Thomas Giles“ heraus.
Das Album trägt den Titel Pulse.
Am 10. Juli 2015 erschien ihr siebtes Album mit dem Titel Coma Ecliptic. Das Album wird vom Label Metal Blade vertrieben. Nach der Veröffentlichung von Coma Ecliptic folgte eine Live-DVD, die 2016 im Observatory North Park, San Diego, Kalifornien, aufgenommen wurde. im folgenden Jahr tourten Between The Buried And Me mit The Devin Townsend Project und Leprous in Europa und kündigten die Arbeit an einem neuen Album an. Ende 2017 bestätigte die Band, dass sie einen Plattenvertrag mit Sumerian Records unterschrieben haben und 2018 ein neues Album veröffentlichen werden.
Das Album Automata wurde in zwei Hälften geteilt um, wie Tommy Rogers in einem Interview mit dem Fuze Magazine erzählt, den Fans zwei Veröffentlichungen zu geben, auf die man sich freuen kann. Darüber hinaus fühlte sich der Schnitt auf dem Album für ihn natürlich an, da er es selbst immer an dieser Stelle stoppte. Automata I erschien am 9. März 2018 via Sumerian Records und Between The Buried And Me tourten im Anschluss mit The Dear Hunter und Leprous. Für den Herbst des Jahres wurde eine Europatournee mit TesseracT und Plini angesetzt. Automata II erschien im Sommer 2018.

## Diskografie

### Studioalben
| Jahr | Titel Musiklabel                             | Höchstplatzierung, Gesamtwochen, AuszeichnungChartplatzierungen (Jahr, Titel, Musiklabel, Platzierungen, Wochen, Auszeichnungen, Anmerkungen) | Höchstplatzierung, Gesamtwochen, AuszeichnungChartplatzierungen (Jahr, Titel, Musiklabel, Platzierungen, Wochen, Auszeichnungen, Anmerkungen) | Höchstplatzierung, Gesamtwochen, AuszeichnungChartplatzierungen (Jahr, Titel, Musiklabel, Platzierungen, Wochen, Auszeichnungen, Anmerkungen) | Höchstplatzierung, Gesamtwochen, AuszeichnungChartplatzierungen (Jahr, Titel, Musiklabel, Platzierungen, Wochen, Auszeichnungen, Anmerkungen) | Anmerkungen                              |
| Jahr | Titel Musiklabel                             | DE | CH | UK | US | Anmerkungen                              |
| ---- | -------------------------------------------- | --- | --- | --- | --- | ---------------------------------------- |
| 2002 | Between the Buried and Me Lifeforce Records  | — | — | — | — | Erstveröffentlichung: 30. April 2002     |
| 2003 | The Silent Circus Victory Records            | — | — | — | — | Erstveröffentlichung: 21. Oktober 2003   |
| 2005 | Alaska Victory Records                       | — | — | — | US121 (1 Wo.)US | Erstveröffentlichung: 6. September 2005  |
| 2007 | Colors Victory Records                       | — | — | — | US57 (2 Wo.)US | Erstveröffentlichung: 18. September 2007 |
| 2009 | The Great Misdirect Victory Records          | — | — | — | US36 (2 Wo.)US | Erstveröffentlichung: 27. Oktober 2009   |
| 2012 | The Parallax II: Future Sequence Metal Blade | — | — | — | US22 (2 Wo.)US | Erstveröffentlichung: 9. Oktober 2012    |
| 2015 | Coma Ecliptic Metal Blade                    | DE53 (1 Wo.)DE | — | UK74 (1 Wo.)UK | US12 (1 Wo.)US | Erstveröffentlichung: 10. Juli 2015      |
| 2018 | Automata I Sumerian Records                  | — | CH88 (1 Wo.)CH | — | US35 (1 Wo.)US | Erstveröffentlichung: 9. März 2018       |
| 2018 | Automata II Sumerian Records                 | — | CH69 (1 Wo.)CH | — | US65 (1 Wo.)US | Erstveröffentlichung: 13. Juli 2018      |
| 2021 | Colors II Sumerian Records                   | DE62 (1 Wo.)DE | CH54 (1 Wo.)CH | — | — | Erstveröffentlichung: 20. August 2021    |

### EPs
| Jahr | Titel Musiklabel                               | Höchstplatzierung, Gesamtwochen, AuszeichnungChartplatzierungen (Jahr, Titel, Musiklabel, Platzierungen, Wochen, Auszeichnungen, Anmerkungen) | Höchstplatzierung, Gesamtwochen, AuszeichnungChartplatzierungen (Jahr, Titel, Musiklabel, Platzierungen, Wochen, Auszeichnungen, Anmerkungen) | Höchstplatzierung, Gesamtwochen, AuszeichnungChartplatzierungen (Jahr, Titel, Musiklabel, Platzierungen, Wochen, Auszeichnungen, Anmerkungen) | Höchstplatzierung, Gesamtwochen, AuszeichnungChartplatzierungen (Jahr, Titel, Musiklabel, Platzierungen, Wochen, Auszeichnungen, Anmerkungen) | Anmerkungen                          |
| Jahr | Titel Musiklabel                               | DE | CH | UK | US | Anmerkungen                          |
| ---- | ---------------------------------------------- | --- | --- | --- | --- | ------------------------------------ |
| 2011 | The Parallax: Hypersleep Dialogues Metal Blade | — | — | — | US54 (1 Wo.)US | Erstveröffentlichung: 12. April 2011 |

### Kompilationen
| Jahr | Titel Musilabel                | Höchstplatzierung, Gesamtwochen, AuszeichnungChartplatzierungen (Jahr, Titel, Musilabel, Platzierungen, Wochen, Auszeichnungen, Anmerkungen) | Höchstplatzierung, Gesamtwochen, AuszeichnungChartplatzierungen (Jahr, Titel, Musilabel, Platzierungen, Wochen, Auszeichnungen, Anmerkungen) | Höchstplatzierung, Gesamtwochen, AuszeichnungChartplatzierungen (Jahr, Titel, Musilabel, Platzierungen, Wochen, Auszeichnungen, Anmerkungen) | Höchstplatzierung, Gesamtwochen, AuszeichnungChartplatzierungen (Jahr, Titel, Musilabel, Platzierungen, Wochen, Auszeichnungen, Anmerkungen) | Anmerkungen           |
| Jahr | Titel Musilabel                | DE | CH | UK | US | Anmerkungen           |
| ---- | ------------------------------ | --- | --- | --- | --- | --------------------- |
| 2006 | The Anatomy Of Victory Records | — | — | — | US151 (1 Wo.)US | Erstveröffentlichung: |

### Livealben
| Jahr | Titel Musilabel             | Höchstplatzierung, Gesamtwochen, AuszeichnungChartplatzierungen (Jahr, Titel, Musilabel, Platzierungen, Wochen, Auszeichnungen, Anmerkungen) | Höchstplatzierung, Gesamtwochen, AuszeichnungChartplatzierungen (Jahr, Titel, Musilabel, Platzierungen, Wochen, Auszeichnungen, Anmerkungen) | Höchstplatzierung, Gesamtwochen, AuszeichnungChartplatzierungen (Jahr, Titel, Musilabel, Platzierungen, Wochen, Auszeichnungen, Anmerkungen) | Höchstplatzierung, Gesamtwochen, AuszeichnungChartplatzierungen (Jahr, Titel, Musilabel, Platzierungen, Wochen, Auszeichnungen, Anmerkungen) | Anmerkungen                            |
| Jahr | Titel Musilabel             | DE | CH | UK | US | Anmerkungen                            |
| ---- | --------------------------- | --- | --- | --- | --- | -------------------------------------- |
| 2008 | Colors:Live Victory Records | — | — | — | US100 (1 Wo.)US | Erstveröffentlichung: 14. Oktober 2008 |

Weitere Livealben
- 2014: Future Sequence: Live at the Fidelitorium (Metal Blade)
- 2017: Come Ecliptic: Live (Metal Blade)

### Singles
- 2003: Mordecai
- 2009: Obfuscation